# Línea M-272 (Campo de Gibraltar)
La Línea M-272 es una ruta de transporte público en autobús del Consorcio de Transporte Metropolitano del Campo de Gibraltar. Une San Pablo de Buceite con La Línea de la Concepción, pasando por Jimena de la Frontera, Castellar de la Frontera y el Hospital de La Línea de la Concepción.
Esta ruta fue creada en octubre de 2017 para proveer de transporte público al nuevo Hospital a los municipios a los que éste da cobertura: San Roque, Castellar y Jimena.
De la misma forma, proporciona una mejor conexión entre La Línea y la estación de ferrocarril más cercana, la de San Roque-La Línea, y por tanto con los trenes a Antequera y Madrid, complementando a los autobuses de la M-121 Los Barrios-La Línea.
Sustituyó progresivamente a la M-270 San Pablo-La Línea sin paso por el Hospital, hasta que esta ruta desapareció en 2023.

## Recorrido y paradas

### Sentido La Línea de la Concepción
| Parada                                             | Común con        | Municipio                 | Zona |
| -------------------------------------------------- | ---------------- | ------------------------- | ---- |
| San Pablo de Buceite                               |                  | Jimena de la Frontera     | G    |
| Jimena de la Frontera                              |                  | Jimena de la Frontera     | G    |
| Estación de Jimena de la Frontera                  |                  | Jimena de la Frontera     | G    |
| Castellar Av. Adelfas                              |                  | Castellar de la Frontera  | D    |
| Castellar Av. Rosas                                |                  | Castellar de la Frontera  | D    |
| Estación de Almoraima                              |                  | Castellar de la Frontera  | D    |
| Estación de San Roque-La Línea                     |                  | San Roque                 | AB   |
| Cruce Taraguilla (La Redonda)                      |                  | San Roque                 | AB   |
| Miraflores                                         |                  | San Roque                 | AB   |
| Alameda de Alfonso XI                              | M-240 a Estepona | San Roque                 | AB   |
| El Calvario                                        |                  | San Roque                 | AB   |
| Puente Mayorga                                     |                  | San Roque                 | B    |
| Campamento Centro                                  |                  | San Roque                 | B    |
| Campamento La Guita                                |                  | San Roque                 | B    |
| La Colonia                                         |                  | La Línea de la Concepción | B    |
| Hospital de La Línea de la Concepción              |                  | La Línea de la Concepción | B    |
| Mondéjar                                           |                  | La Línea de la Concepción | B    |
| Estación de autobuses de La Línea de la Concepción |                  | La Línea de la Concepción | B    |

### Sentido San Pablo de Buceite
| Parada                                             | Común con | Municipio                 | Zona |
| -------------------------------------------------- | --------- | ------------------------- | ---- |
| Estación de autobuses de La Línea de la Concepción |           | La Línea de la Concepción | B    |
| Mondéjar                                           |           | La Línea de la Concepción | B    |
| Hospital de La Línea de la Concepción              |           | La Línea de la Concepción | B    |
| La Colonia                                         |           | La Línea de la Concepción | B    |
| Campamento La Guita                                |           | San Roque                 | B    |
| Campamento Centro                                  |           | San Roque                 | B    |
| Puente Mayorga                                     |           | San Roque                 | B    |
| Escuela de Hostelería                              |           | San Roque                 | AB   |
| Alameda de Alfonso XI                              |           | San Roque                 | AB   |
| El Calvario                                        |           | San Roque                 | AB   |
| El Toril                                           |           | San Roque                 | AB   |
| Miraflores                                         |           | San Roque                 | AB   |
| Taraguilla                                         |           | San Roque                 | AB   |
| Estación de San Roque-La Línea                     |           | San Roque                 | AB   |
| Estación de Almoraima                              |           | Castellar de la Frontera  | D    |
| Castellar Av. Rosas                                |           | Castellar de la Frontera  | D    |
| Castellar Av. Adelfas                              |           | Castellar de la Frontera  | D    |
| Estación de Jimena de la Frontera                  |           | Jimena de la Frontera     | G    |
| Jimena de la Frontera                              |           | Jimena de la Frontera     | G    |
| San Pablo de Buceite                               |           | Jimena de la Frontera     | G    |